# Terry Teagle
Terry Michael Teagle, né le 10 avril 1960 à Broaddus au Texas, est un ancien joueur américain de basket-ball.